# Alaska Routes

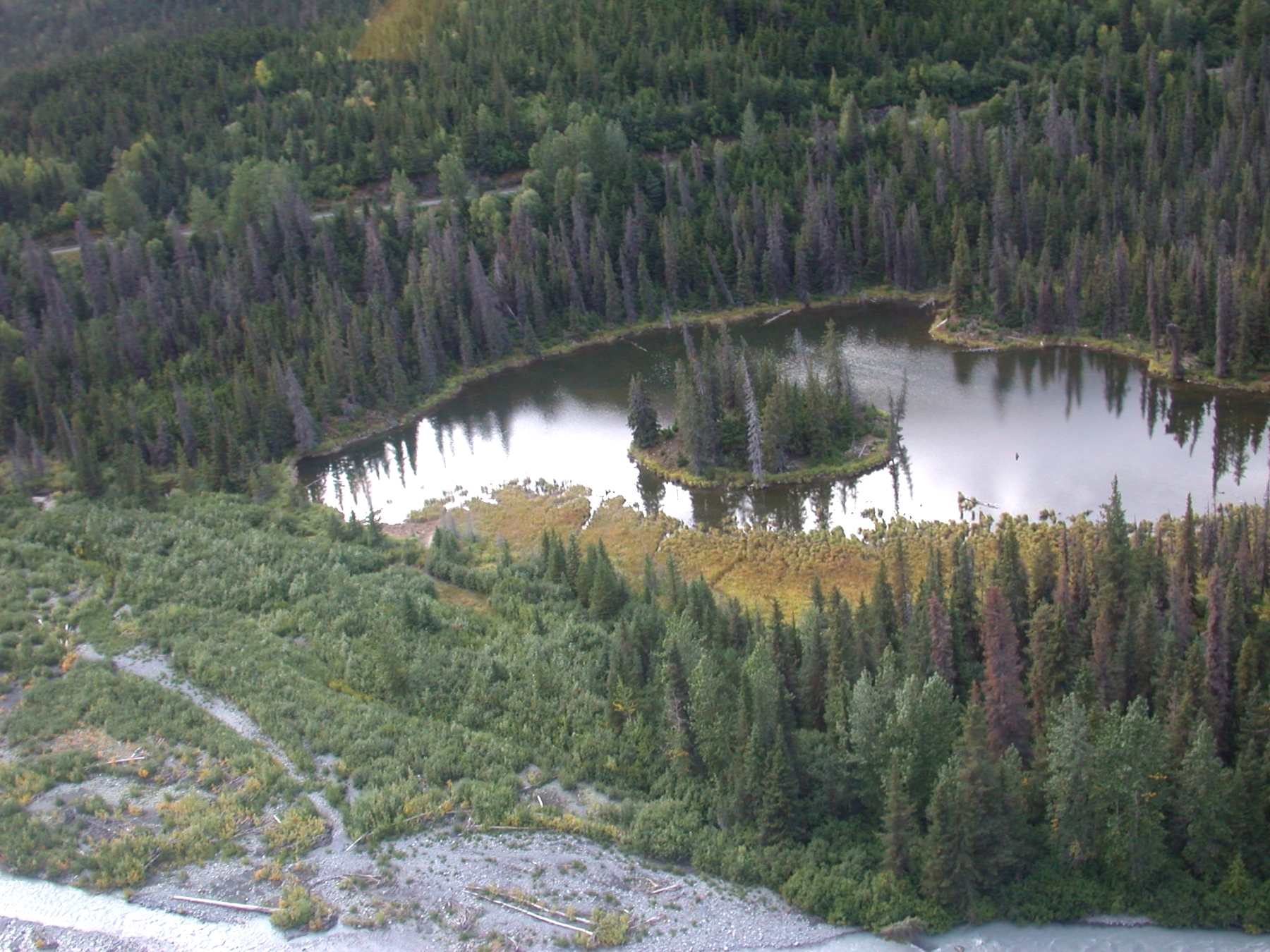
Flygbild över Richardson Highway, Alaska Route 4

Alaska Routes är namnet på det huvudsakliga vägnätet i Alaska, vägarna är både numrerade och namngivna. Enbart tolv vägar är numrerade (1-11 och 98), och numreringen har inget mönster. Klondike Highway, som byggdes 1978, hade exempelvis inget nummer förrän 1998, vid 100-årsjubileet av guldruschen i Klondike. Många vägar som är längre än denna saknar dock fortfarande nummer.
Numren och namnen stämmer inte alltid överens. Alaska Route 1 kan exempelvis syfta på antingen Glenn Highway, Seward Highway, Sterling Highway eller Tok Cut-Off, medan Seward Highway är markerad som både 1 och 9. Väg 7 och 10 består av flera separata namngivna vägsegment som inte ens ligger nära varandra.
Inom Alaska används i princip bara namnen på vägarna, och numren är till största delen okända hos lokalbefolkningen. Även milstolpar har ofta namn relaterade till områdena de ligger i.

## Numrerade vägar
| Nummer          | Namn                                                             | Rutt                                                                                                  |
| --------------- | ---------------------------------------------------------------- | --- |
| Alaska Route 1  | Tok Cut-Off Glenn Highway Seward Highway Sterling Highway        | Tok till Homer                                                                                        |
| Alaska Route 2  | Alaska Highway Richardson Highway Steese Highway Elliott Highway | Kanadensiska gränsen till Manley Hot Springs                                                          |
| Alaska Route 3  | Parks Highway                                                    | Milsten 35 på Glenn Highway till Fairbanks                                                            |
| Alaska Route 4  | Richardson Highway                                               | Valdez till Delta Junction                                                                            |
| Alaska Route 5  | Taylor Highway                                                   | Tetlin Junction (Alaska Highway) till Eagle                                                           |
| Alaska Route 6  | Steese Highway                                                   | Fox till Circle                                                                                       |
| Alaska Route 7  | Haines Highway Egan Drive Mitkof Highway Tongass Highway         | ej kontinuerlig; Haines till kanadensiska gränsen med segment i Juneau, Petersburg och Ketchikan      |
| Alaska Route 8  | Denali Highway                                                   | Paxson till Cantwell                                                                                  |
| Alaska Route 9  | Seward Highway                                                   | Seward till Tern Lake Junction (Sterling Highway)                                                     |
| Alaska Route 10 | Edgerton Highway Copper River Highway                            | ej kontinuerlig; Milsten 83 på Richardson Highway till Chitina och Cordova till Million Dollar Bridge |
| Alaska Route 11 | Dalton Highway                                                   | Milsten 73 på Elliott Highway till Deadhorse                                                          |
| Alaska Route 98 | Klondike Highway                                                 | Skagway till kanadensiska gränsen                                                                     |

## Vägar efter namn
Många vägar i Alaska är inte numrerade, några av dem listas nedan.
| Namn                     | Nummer | Rutt                                                                        |
| ------------------------ | ------ | --------------------------------------------------------------------------- |
| Alaska Highway           |        | Kanadensiska gränsen till Delta Junction                                    |
| Alaska Peninsula Highway | inget  | Naknek till King Salmon                                                     |
| Chena Hot Springs Road   | inget  | Fairbanks till Chena Hot Springs                                            |
| Copper River Highway     |        | Cordova till Million Dollar Bridge                                          |
| Dalton Highway           |        | Milsten 73 på Elliott Highway till Deadhorse                                |
| Denali Highway           |        | Paxson till Cantwell                                                        |
| Denali Park Road         | inget  | Milsten 237 på Parks Highway till Kantishna                                 |
| Douglas Highway          | inget  | Douglas Island                                                              |
| Edgerton Highway         |        | Milsten 83 på Richardson Highway till Chitina                               |
| Egan Drive               |        | Juneau till Auke Bay                                                        |
| Elliott Highway          |        | Fox till Manley Hot Springs                                                 |
| Glenn Highway            |        | Anchorage till Glennallen                                                   |
| Haines Highway           |        | Haines till kanadensiska gränsen                                            |
| Hope Highway             | inget  | Milsten 57 på Seward Highway till Hope                                      |
| Kenai Spur Highway       | inget  | Soldotna till Nikiski                                                       |
| Klondike Highway         |        | Skagway till kanadensiska gränsen                                           |
| McCarthy Road            | inget  | Chitina till McCarthy                                                       |
| Mitkof Highway           |        | Petersburg till södra delen av Mitkof Island                                |
| Nome-Council Highway     | inget  | Nome till Council                                                           |
| Nome-Taylor Highway      | inget  | Nome till Taylor                                                            |
| Nome-Teller Highway      | inget  | Nome till Teller                                                            |
| Palmer-Wasilla Highway   | inget  | Palmer till Wasilla                                                         |
| Parks Highway            |        | Milsten 35 på Glenn Highway till Fairbanks                                  |
| Richardson Highway       |        | Valdez till Fairbanks                                                       |
| Salmon River Road        | inget  | Kanadensiska gränsen vid Stewart, genom Hyder och tillbaka till gränsen     |
| Seward Highway           |        | Seward till Anchorage                                                       |
| Steese Highway           |        | Fairbanks till Circle                                                       |
| Sterling Highway         |        | Tern Lake Junction (Milsten 37 på Seward Highway) till Homer                |
| Taylor Highway           |        | Tetlin Junction (Milsten 1301 på Alaska Highway) till Eagle                 |
| Tok Cut-Off              |        | Gakona Junction (Milsten 129 på Richardson Highway) till Tok                |
| Top of the World Highway | inget  | Jack Wade Junction (Milsten 96 på Taylor Highway) till kanadensiska gränsen |
| Tongass Highway          |        | Ketchikan norrut till Settlers Cove och syd till Saxman                     |
| Zimovia Highway          | inget  | Wrangell to McCormick Creek Road                                            |